# Матвеев, Виктор Владимирович
Ви́ктор Влади́мирович Матве́ев (1963—2001) — майор МВД, Герой Российской Федерации (2001).

## Биография
Виктор Матвеев родился 1 сентября 1963 года в городе Байкальске Иркутской области. Окончил среднюю школу. В 1981 году Матвеев был призван на службу в Советскую Армию. В 1982—1983 годах участвовал в Афганской войне. С 1985 года Матвеев служил в органах Министерства внутренних дел СССР, сначала работал в Пушкинском РУВД Московской области, затем в ОМОНе при ГУВД Московской области.
С 1993 года Матвеев служил старшим оперуполномоченным, начальником отделения СОБР при ГУВД Московской области. Четырежды командировался на Северный Кавказ во время Первой и Второй чеченских войн. С января 2001 года Матвеев находился в своей четвёртой командировке в Грозном и его окрестностях. Когда в феврале 2001 года в Грозном боевиками был осуществлён подрыв пассажирского автобуса, Матвеев во главе группы собровцев первым оказался на месте происшествия и спас многих пассажиров горящего автобуса.
17 марта 2001 года бронетранспортёр, где находился Матвеев и несколько его товарищей, был подорван боевиками на фугасе. Несмотря на контузию, Матвеев остался в строю и, открыв задний люк, вёл огонь по противнику, уничтожив несколько боевиков, сам при этом был тяжело ранен, но продолжал сражаться, пока не погиб, ценой своей жизни позволив своим товарищам спастись. Похоронен на Ново-Деревенском кладбище в городе Пушкино Московской области.
Указом Президента Российской Федерации № 1331 от 17 ноября 2001 года за «мужество и героизм, проявленные в ходе контртеррористической операции в Северо-Кавказском регионе» майор милиции Виктор Матвеев посмертно был удостоен высокого звания Героя Российской Федерации. Также был награждён рядом медалей.

## Память
- В честь Матвеева названа школа в посёлке Лесной Пушкинского района Московской области[1].
- 28 сентября 2017 года Федеральным агентством связи и АО «Марка» была выпущена почтовая марка из серии «Герои Российской Федерации» с изображением В. В. Матвеева. К выпуску марки также были подготовлены конверты первого дня и штемпеля специального гашения для Москвы[3].